# Мингус, Чарльз
Ча́рльз Ми́нгус (англ. Charles Mingus, Чарльз Мингус-младший, англ. Charles Mingus Jr.; 22 апреля 1922, Ногалес, Аризона — 5 января 1979, Куэрнавака, Мексика) — американский джазовый контрабасист и композитор.
Композиции Мингуса сохранили душевность хард-бопа и в значительной степени опирались на музыку госпел с элементами «третьего потока», фри-джаза и классической музыки. В то же время Мингус предпочитал не относить себя ни к одному из направлений. В качестве своих вдохновителей он однажды назвал Дюка Эллингтона и церковь. В 2020 году признан одним из лучших басистов всех времён редакцией журнала Rolling Stone, заняв 2-е место и уступив только Джеймсу Джеймерсону (англ. James Jamerson).

## Биография
Чарльз Мингус родился 22 апреля 1922 года на военной базе в Ногалес, Аризона, США. Он вырос в Watts, Калифорния, в возрасте восьми лет пел в церковном хоре, слушал Дюка Эллингтона по радио. Мингус изучал тромбон, но в то время было почти невозможно для чёрного музыканта сделать карьеру в классической музыке, а виолончель ещё не была принята в качестве джазового инструмента. Несмотря на это, Mingus очень любил игру на виолончели. Во время обучения на басе у Рэда Каллендера в конце 1930-х годов, последний даже отмечал, что виолончель всё ещё главный инструмент для Чарльза. В «Beneath the Underdog», Мингус утверждает, что он на самом деле не начинал изучать бас до Бадди Коллета, который принял его в свою свинг-группу при условии, чтобы он был басистом.
В связи с низким уровнем образования Чарльз Мингус не мог читать ноты. Это оказало серьезное влияние на его ранние музыкальные впечатления: так как он не мог читать ноты, он чувствовал остракизм в мире классической музыки, и в конце концов прекратил симфонический путь полностью. Эти ранние события нашли отражение в его музыке, которая посвящена расизму, дискриминации и справедливости. Большая часть виолончельной техники была применима к контрабасу. Он учился в течение пяти лет у H. Rheinshagen, основного басиста Нью-Йоркской филармонии, а композиционные приемы изучал у Ллойда Риза. На протяжении большей части своей карьеры он играл на контрабасе, сделанном в 1927 году немецким производителем Эрнстом Генрихом Ротом.
В разное время в составе группы Мингуса работали десятки музыкантов, в дальнейшем добившихся крупного успеха. Музыка Мингуса, мелодичная и запоминающаяся, в записи встречается нечасто из-за своей необычной сущности. Как руководитель ансамбля, Мингус проявил себя чутким и творчески мыслящим лидером, находившим талантливых и часто малоизвестных исполнителей и помогавшим им раскрыться в полной мере.
Почти так же, как его необыкновенная музыка, известен бурный темперамент Мингуса, за который его прозвали «Злой человек джаза». Его бескомпромиссность в музыке часто приводила к эксцессам на сцене. Предрасположенность к депрессии влияла на характер творческой деятельности Мингуса: краткие вспышки высочайшей активности сменялись долгими периодами почти полного бездействия.
Большая часть музыки Мингуса впитала в себя жар и душевность хард-бопа, взяла многое от негритянского госпела, иногда заимствуя элементы Третьей волны, фри-джаза и даже классической музыки. Но Мингус не вписывался в привычные категории, создавая свою собственную музыку, сочетавшую традицию с неизведанными глубинами джаза. Мингус предпочитал коллективную импровизацию, сходную с музыкой новоорлеанских джаз-парадов, уделяя особое внимание тому, что каждый участник ансамбля делает для группы в целом. Приглашая музыкантов, Мингус оценивал не только их исполнительский уровень, но и характер. Он стремился к тому, чтобы уникальную музыку исполняли уникальные люди.
Чарльз Мингус скончался от бокового амиотрофического склероза в возрасте 56 лет 5 января 1979 года в мексиканском городе Куэрнавака, где находился на лечении. Его прах согласно завещанию был развеян над рекой Ганг.

## Дискография

### Как бэнд-лидер
- 1949 г. — Baron Mingus - West Coast 1945–49
- 1953 г. — Strings and Keys (дуэт с Spaulding Givens)
- 1953 г. — The Charles Mingus Duo and Trio
- 1953 г. — Charles Mingus Octet
- 1954 г. — Jazz Composers Workshop
- 1954 г. — The Jazz Experiments of Charlie Mingus
- 1956 г. — Mingus at the Bohemia
- 1956 г. — The Charles Mingus Quintet & Max Roach
- 1956 г. — Pithecanthropus Erectus
- 1957 г. — The Clown
- 1957 г. — Mingus Three
- 1957 г. — East Coasting
- 1959 г. — A Modern Jazz Symposium of Music and Poetry
- 1959 г. — Jazz Portraits: Mingus in Wonderland
- 1959 г. — Mingus Ah-Um
- 1959 г. — Original Faubus Fables
- 1960 г. — Blues & Roots
- 1960 г. — Mingus Dynasty
- 1960 г. — Charles Mingus Presents Charles Mingus
- 1960 г. — Pre-Bird (или Mingus Revisited)
- 1961 г. — Mingus!
- 1962 г. — Tijuana Moods (записана в 1957)
- 1962 г. — Oh Yeah
- 1962 г. — The Complete Town Hall Concert
- 1962 г. — Money Jungle
- 1963 г. — The Black Saint and the Sinner Lady
- 1963 г. — Mingus Plays Piano
- 1964 г. — Mingus Mingus Mingus Mingus Mingus
- 1964 г. — Tonight at Noon
- 1964 г. — Town Hall Concert
- 1964 г. — The Great Concert of Charles Mingus
- 1964 г. — Right Now-Live At the Jazz Workshop
- 1964 г. — Charles Mingus Sextet with Eric Dolphy — Cornell
- 1964 г. — Mingus at Monterey
- 1965 г. — Music Written for Monterey
- 1970 г. — Charles Mingus in Paris: The Complete America Session
- 1970 г. — Charles Mingus Sextet In Berlin
- 1971 г. — Charles Mingus with Orchestra
- 1972 г. — Let My Children Hear Music
- 1972 г. — Charles Mingus and Friends in Concert
- 1973 г. — Mingus Moves
- 1974 г. — Mingus At Carnegie Hall
- 1974 г. — Changes One
- 1974 г. — Changes Two
- 1975 г. — Mingus At Antibes
- 1977 г. — Cumbia & Jazz Fusion
- 1977 г. — Three or Four Shades of Blues
- 1977 г. — His Final Work
- 1988 г. — Reincarnation of a Lovebird (записана в 1960)
- 1988 г. — Mingus in Europe Volume I (записана в 1964)
- 1988 г. — Mingus in Europe Volume II (записана в 1964)
- 1996 г. — Revenge! (записана в 1964)

### Посмертные релизы (без участия Мингуса)
- 1979 г. — Something Like a Bird
- 1979 г. — Me, Myself An Eye
- 1990 г. — Epitaph
- 1990 г. — Mysterious Blues

### Как аккомпаниатор
- 1945 г. — Robbins' Nest (совместно с Illinois Jacquet)
- 1945 г. — Mellow Mama (совместно с Dinah Washington)
- 1945 г. — Deep Meditation with Howard McGhee
- 1946 г. — Hot Piano (совместно с Wilbert Baranco)
- 1946 г. — Sweet Potato, Hoggin', Blues a la King, Night Mist with Howard McGhee
- 1946 г. — Ivie Anderson and Her All Stars (совместно с Ivie Anderson)
- 1948 г. — Lionel Hampton and His Orchestra 1948 (совместно с Lionel Hampton)
- 1948 г. — Lionel Hampton in Concert (совместно с Lionel Hampton)
- 1951 г. — The Red Norvo Trio (совместно с Red Norvo and Tal Farlow)
- 1951 г. — Move (совместно с Red Norvo)
- 1951 г. — Miles Davis at Birdland 1951 (совместно с Miles Davis)
- 1952 г. — Jazz in Storyville (совместно с Billy Taylor Trio)
- 1952 г. — The George Wallington Trios Featuring Charles Mingus, Oscar Pettiford, Max Roach
- 1953 г. — Spring Broadcasts 1953 (совместно с Bud Powell)
- 1953 г. — Inner Fires (совместно с Bud Powell)
- 1953 г. — Jazz at Massey Hall (aka. The Greatest Jazz Concert Ever) (совместно с Charlie Parker)
- 1953 г. — Introducing Paul Bley (совместно с Paul Bley)
- 1953 г. — Explorations (совместно с Teo Macero)
- 1953 г. — The New Oscar Pettiford Sextet (совместно с Oscar Pettiford)
- 1954 г. — Ada Moore (совместно с Ada Moore)
- 1954 г. — Mad Bebop (совместно с J.J. Johnson)
- 1954 г. — Big Band (совместно с Charlie Parker)
- 1954 г. — The Eminent Jay Jay Johnson Volume 2 (совместно с J.J. Johnson)
- 1955 г. — Relaxed Piano Moods (совместно с Hazel Scott)
- 1955 г. — The John Mehegan Trio/Quartet (совместно с John Mehegan)
- 1955 г. — Very Truly Yours (совместно с Jimmy Scott)
- 1955 г. — Evolution (совместно с Teddy Charles)
- 1955 г. — The Fabulous Thad Jones (совместно с Thad Jones)
- 1955 г. — New Piano Expressions (совместно с John Dennis)
- 1955 г. — Easy Jazz (совместно с Ralph Sharon)
- 1955 г. — Blue Moods (совместно с Miles Davis)
- 1956 г. — Word from Bird (совместно с Teddy Charles)
- 1956 г. — Metronome All-Stars 1956 (совместно с the Metronome All-Stars)
- 1957 г. — New Faces (совместно с Jimmy Knepper)
- 1959 г. — Weary Blues - with Langston Hughes
- 1962 г. — Money Jungle (совместно с Duke Ellington и Max Roach)